# A.J. Smålan

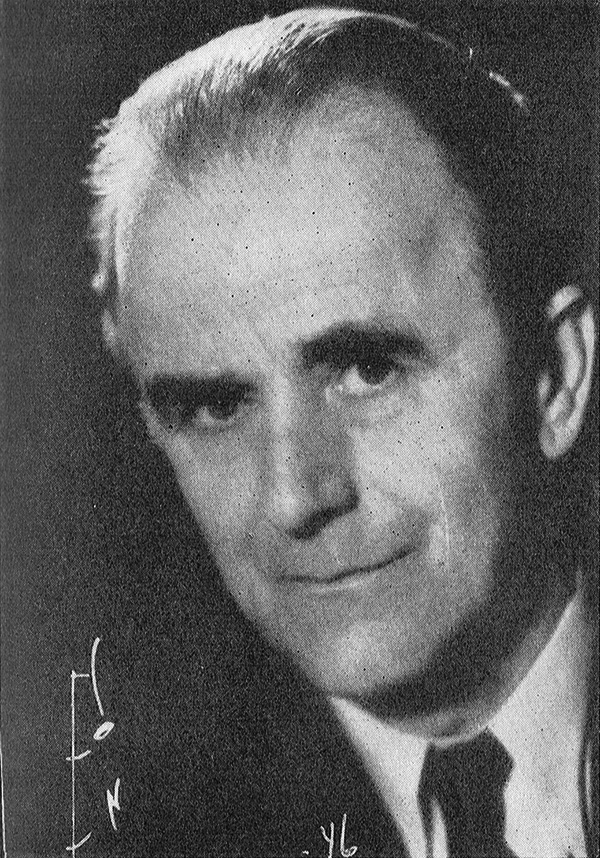
A.J. Smålan

A.J. Smålan, egentligen Nils Albert Johansson, född den 22 augusti 1888 i Pjätteryd, död den 26 juli 1965 i Stockholm, var en svensk politiker och journalist.

## Biografi
Johansson arbetade som fabriks- och textilarbetare på olika platser i södra Sverige. Han deltog i agitationsturnéer som representant för Svenska textilarbetareförbundet och var 1912 ledamot av verkställande utskottet Socialdemokratiska Ungdomsförbundet. Han begav sig 1912 på gesällvandring till Tyskland och arbetade först i Köln och 1914–1918 i Schweiz som vävlagare i textilindustrin. Efter två år i Göteborg återvände han 1921 till Tyskland och var under två år aktiv i sjömansklubben i Hamburg. Därefter var han från augusti 1923 korrespondent i Berlin för Röda fackföreningsinternationalens nyhetsbyrå. Han tvingades därifrån efter nazisternas maktövertagande 1933. Han var sedan journalist på tidningen Ny Dag.
Förutom politiska skrifter gav han ut en trilogi med självbiografiskt innehåll: Vandringar och strider (1946), Gesäll i fyra länder (1948) och Storm och dyningar (1950) och  senare även Från Bebel till Hitler.
A.J. Smålan är begravd på Skogskyrkogården i Stockholm.

### Översättning
- Hölz, Max (1921). s"Rövarhövdingen" Max Hölz : en dådkraftig revolutionär / översättning och förord av A.J. Smålan. Göteborg. Libris 2719763